# U-806
 U-806  — немецкая подводная лодка типа IXC/40, времён Второй мировой войны. 
Заказ на постройку субмарины был отдан 10 апреля 1941 года. Лодка была заложена 27 апреля 1943 года на верфи судостроительной компании «Seebeck» в Бремене под строительным номером 364. 29 апреля 1944 года под командованием капитан-лейтенанта Клауса Хорнбостеля вошла в состав учебной 4-й флотилии. 1 ноября 1944 года вошла в состав 33-й флотилии. Лодка совершила 1 боевой поход, потопила один военный корабль водоизмещением 672 т., повредила одно судно водоизмещением 7 219 брт. 22 июня 1945 года переведена из Вильгельмсхафена в Лох Риэн. Потоплена 21 декабря 1945 года в районе с координатами 55°44′ с. ш. 8°18′ з. д. в рамках операции «Дэдлайт». 